# Paracompsus corallinoides
Paracompsus corallinoides es una especie de coleóptero de la familia Attelabidae.

## Distribución geográfica
Habita en la India.